# سینگ سینگ (فیلم ۲۰۲۳)
سینگ سینگ (انگلیسی: Sing Sing) یک فیلم درام زندان آمریکایی محصول ۲۰۲۳ به کارگردانی گرِگ کوِدار است که فیلم‌نامهٔ آن را مشترکاً با کلینت بنتلی نوشت. این فیلم بر اساس برنامه واقعی توانبخشی از طریق هنر در زندانِ فوقِ امنیتی سینگ سینگ است و داستان آن بر روی گروهی از مردان زندانی تمرکز دارد که از طریق این برنامه در ایجاد نمایش‌های تئاتر مشارکت دارند. در این فیلم بازیگرانی از جمله کولمن دومینگو و پال ریسی در کنار بسیاری از مردانی که قبلاً در زندگی واقعی‌شان زندانی شده و دانش‌آموختهٔ این برنامه در مدت حبس خود بودند، به ایفای نقش می‌پردازند.
این فیلم برای نخستین بار در برنامه ارائه ویژه در جشنواره بین‌المللی فیلم تورنتو ۲۰۲۳ به نمایش درآمد. سینگ سینگ در ۱۲ ژوئیه ۲۰۲۴ توسط ای۲۴ در ایالات متحده منتشر شد. این فیلم با نقدهای مثبت منتقدان روبه‌رو شد و از سوی هیئت ملی بازبینی و انستیتوی فیلم آمریکا به عنوان یکی از ده فیلم برتر سال ۲۰۲۴ معرفی شد. این فیلم افتخارات متعددی در مراسم و جشنواره‌های سینمایی دریافت کرد.